# 제7대 카디건 백작 토머스 브루더넬

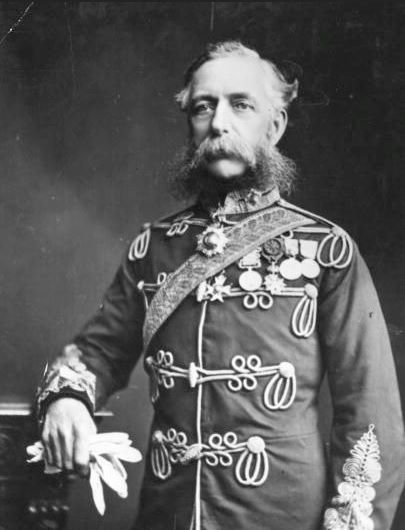
카디건 백작

중장 제7대 카디건 백작 토머스 브루더넬(James Thomas Brudenell, 7th Earl of Cardigan, KCB, 1797년 10월 16일 ~ 1868년 3월 28일)은 영국 육군의 군인이다. 크림 전쟁에서 경기병을 이끌었으며 발라클라바 전투에서 경기병여단의 돌격 및 지휘를 이끌었다. 카디건 경(Lord Cardigan)으로도 불린다.